# Eustrotia vittata
Eustrotia vittata är en fjärilsart som beskrevs av Michael William Service 1965. Eustrotia vittata ingår i släktet Eustrotia och familjen nattflyn. Inga underarter finns listade i Catalogue of Life.